# غراند موفيران
غراند موفيران (بالإنجليزية: Grand Muveran)‏ هو أحد جبال سلسلة جبال الألب البرنية ويقع في كانتون فاليز/كانتون فود في سويسرا. يحتل المرتبة رقم 193 في قائمة جبال سويسرا من حيث الارتفاع، إذ يبلغ ارتفاعه حوالي 3051 متر، بينما يبلغ ارتفاع نتوء الجبل 1013 متر.